# Peumus boldus
El boldo (Peumus boldus Molina) es la única especie del género monotípico Peumus, de la familia de las monimiáceas. Este árbol es endémico de Chile. Sus hojas, de fuerte aroma, se utilizan con propósitos culinarios y medicinales.
Por alcance de nombre común, principalmente en América Latina, suele ser confundida con las especies del género Plectranthus, conocidas como Falso Boldo; lo que ha llevado a confusiones sobre los usos, y las propiedades y toxicidad que presentan estas especies.

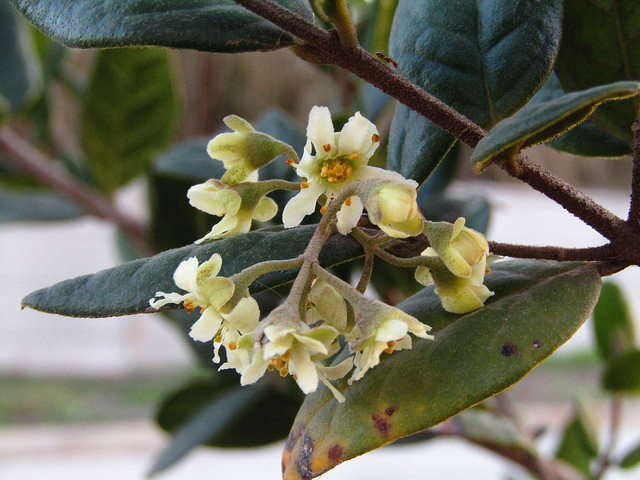
Flores masculinas.

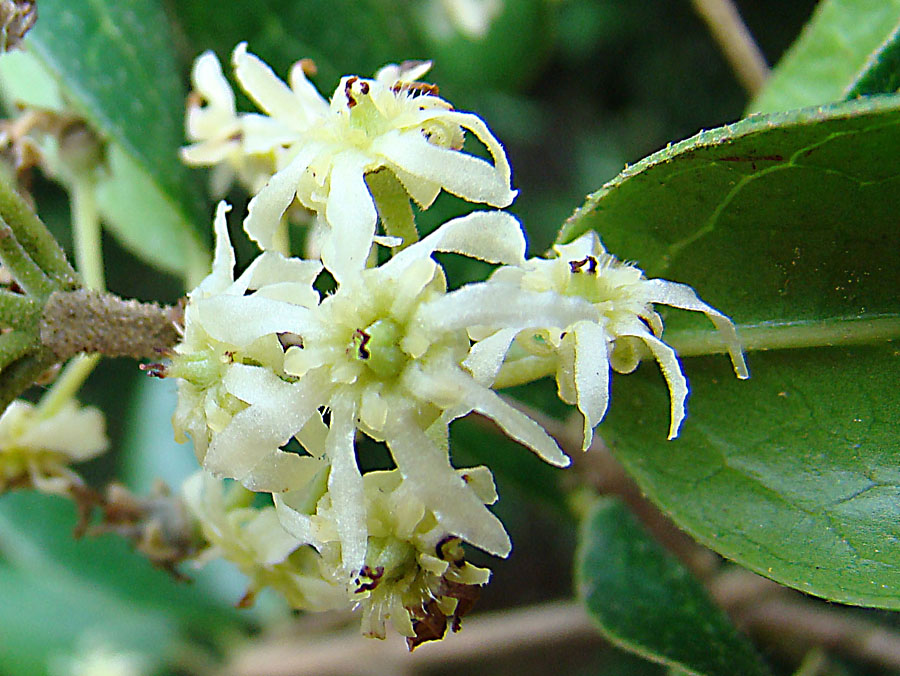
Flores femeninas.

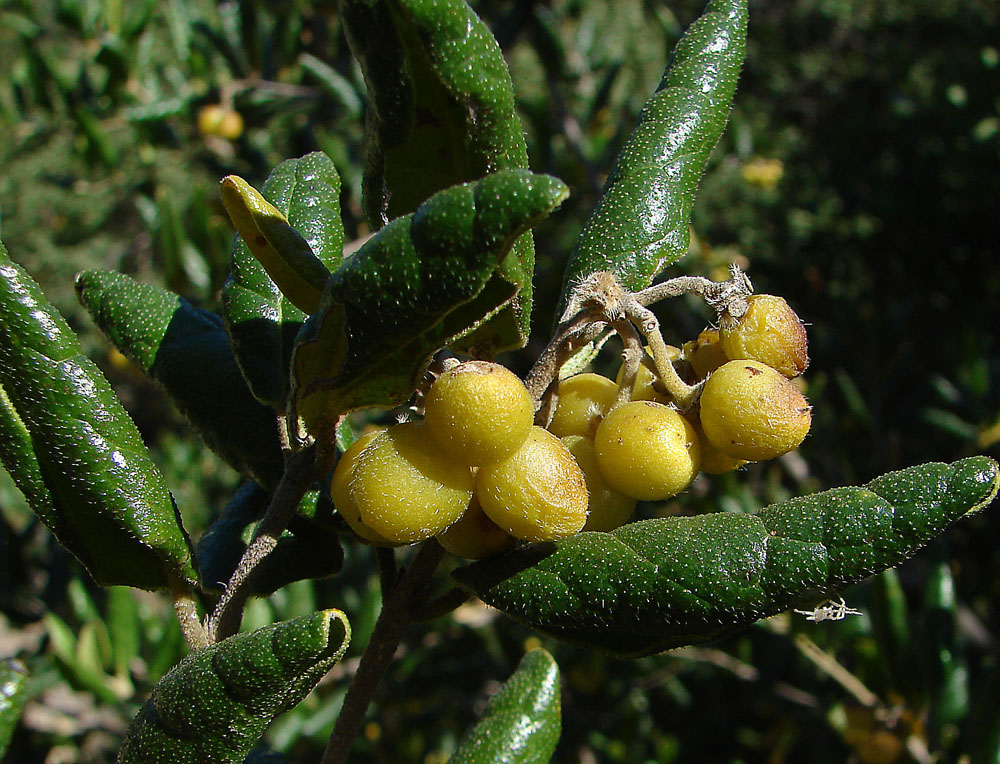
Frutos

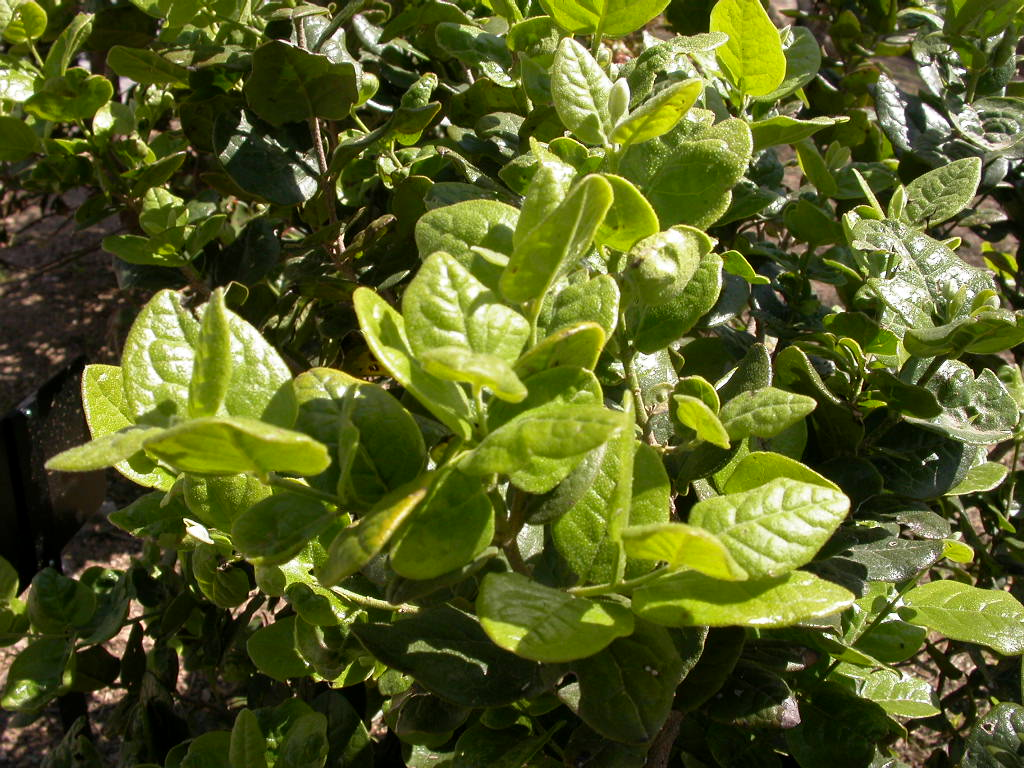
Hojas

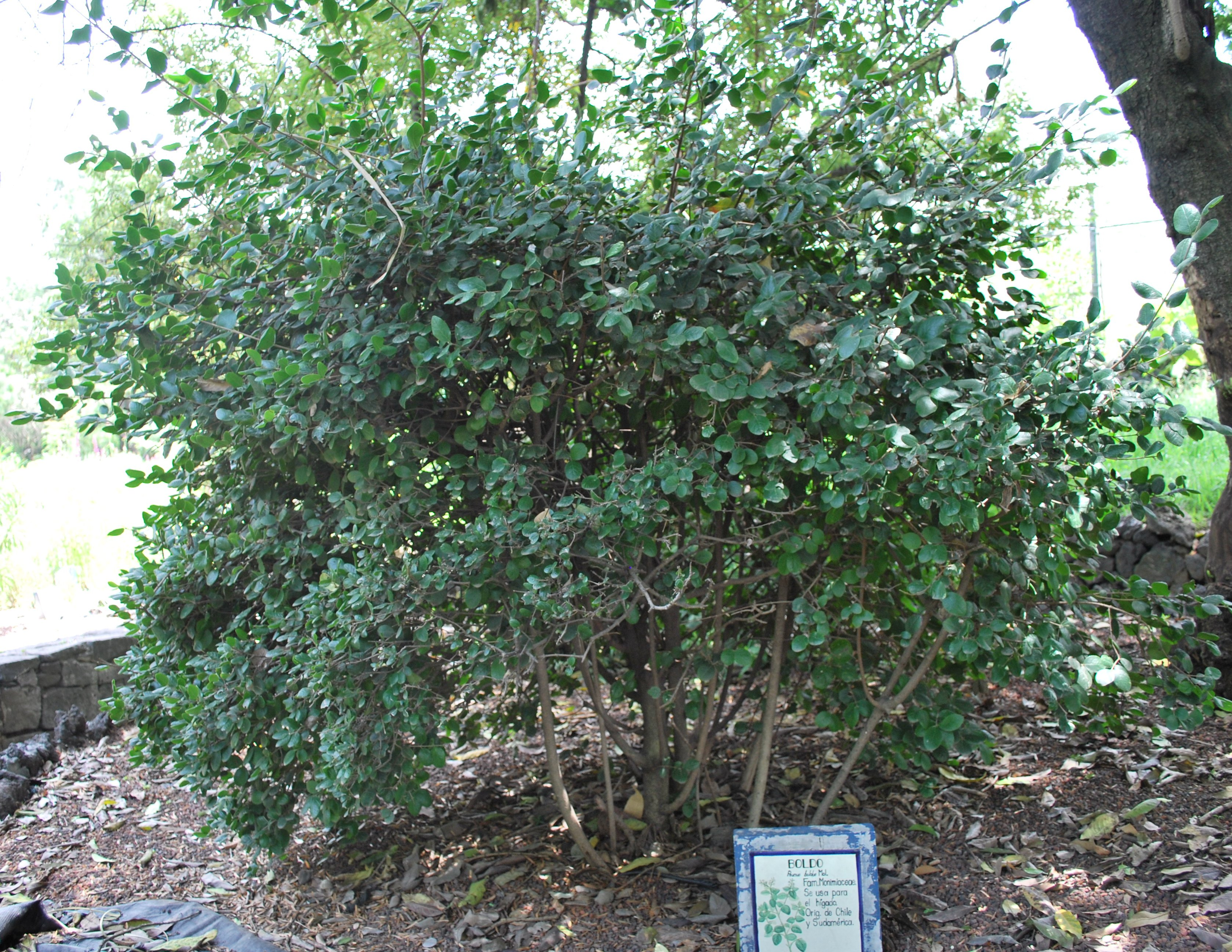
Vista de la planta

## Características
El boldo es un árbol de mediano tamaño, perteneciente a la familia Monimiaceae. Puede superar los quince metros de altura; de muy lento crecimiento, tardando varias decenas de años para alcanzar un tamaño adulto, generalmente se le encuentra como un arbusto o árbol pequeño, en parte porque la mayoría de los individuos hoy existentes son producto de rebrote desde tocón. Es de follaje perenne, con hojas opuestas, ovoides, de 3 a 7 cm de longitud al cabo de un corto pecíolo, de color verde brillante; el envés es más pálido y muestra pubescencias.
Florece entre agosto y septiembre en su hábitat nativo. Las inflorescencias se presentan en pequeños racimos de unas doce flores pequeñas de color blanquecino. Las flores muestran por lo general siete pétalos, de alrededor de 1 cm de largo; las masculinas se distinguen por los numerosos estambres curvados. El boldo es dioico, es decir, las flores son unisexuadas y cada espécimen las presenta de sólo un sexo; es necesaria la proximidad de ejemplares masculinos y femeninos para que la polinización —llevada a cabo habitualmente por insectos— se produzca. Los frutos son drupas de pequeño tamaño (aproximadamente 1 cm de diámetro), color verde amarillento y sabor agradable.

## Distribución
Esta especie de la flora de Chile es un árbol endémico de la zona central de Chile; la especie crece entre el sur de la región de Coquimbo a los alrededores de La Unión (región de Los Ríos), desde los 33 a los 40° de latitud sur; siendo menos frecuente hallarlo más al sur, en la región de Los Lagos.

## Hábitat
Esta especie es un componente muy importante en el bosque esclerófilo, especialmente en la zona costera, donde se asocia principalmente a otros árboles, tales como el peumo y litre.
Prefiere suelos poco húmedos, y es ligeramente acidófilo. Es sólo moderadamente resistente al frío, y requiere de luz solar constante. Se multiplica por semillas, pero las plantaciones se realizan normalmente mediante esquejes de madera nueva.

## Fitoquímica
- Aceite esencial con componentes monoterpénicos (eucaliptol, p-cimeno, limoneno y ascaridol[3])
- Taninos y Flavonoides tales como catequina, peumósido, boldósido, y fragrósido
- Alcaloides benciltetrahidroisoquinoleínicos con núcleo aporfinoide en la corteza (boldina) (0,2-0,5 %). presenta también concentraciones importantes de otros alcaloides que suelen predominar en las hojas, especialmente dideshidroboldina, isoboldina, isocoridina, laurotetanina, pronuciferina, sinoacutina y N-metil-laurotetanina.[4]

|         |                 |            |               |
| Boldina | Deshidroboldina | Isoboldina | Laurotetanina |

## Herbolaria y farmacognosia

### Historia
Se han encontrado restos de hojas de árbol de boldo usadas por los seres humanos hace unos 14 500 años en el sitio arqueológico de Monte Verde, lugar que se encuentra algo más al sur de su área de distribución actual y se cree que en esa época, el final de la última glaciación, su límite sur se encontraba todavía más alejado, por lo que las hojas habrían llegado al lugar a través de intercambio con otros grupos.
En Argentina, Paraguay, Perú y Chile, las hojas del árbol de boldo se toma como té de hierbas, o se mezcla con yerba mate u otros tés para moderar su sabor. Actualmente las bolsitas de té de boldo están disponibles en casi todos los supermercados.

### Cultivo
Por su uso comercial, (extracción de la boldina), el cultivo del árbol de boldo se ha introducido a Europa y África del norte.

### Uso culinario
Respecto al fruto del árbol de boldo, este es comestible, y ha sido consumido crudo y cocido desde la época precolombina. El fruto (una pequeña drupa amarillo verdosa, de forma ovalada) es carnosa y jugosa, de gusto agradable. El fruto madura en el hemisferio sur entre los meses de diciembre y enero. Con el fruto se puede realizar diversas preparaciones, y cuando están aun tierno, los frutos admiten la misma preparación de curado y usos que las aceitunas, y bien escabechados son aun más delicados que éstas. Con ellos igualmente se prepara una bebida fermentada llamada chicha de boldo.
La corteza, rica en taninos, se emplea también en la curtiembre. Sin embargo, el más apreciado de sus productos son las hojas, utilizadas para la preparación de infusiones digestivas, para el tratamiento de la vesícula biliar y de las afecciones hepáticas.

### Propiedades Medicinales

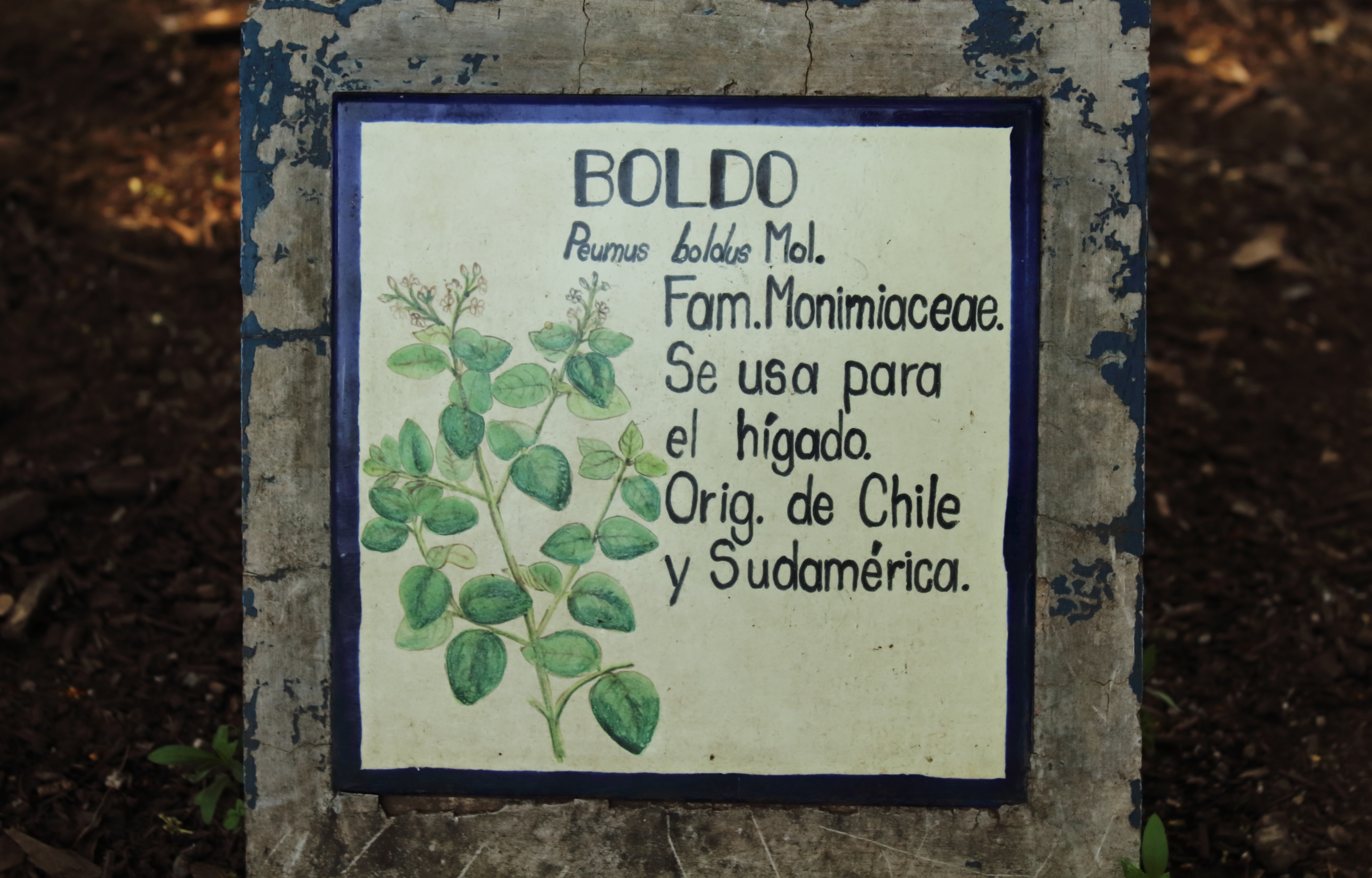
Breve descripción sobre el Peumus boldus en el jardín botánico de la UNAM, México.

El principio activo reconocido de las hojas que se consumen en infusiones es un alcaloide, la boldina, que tiene efectos coleréticos, colagogos y diuréticos; De las hojas se extrae también un 2 % de aceite esencial, fuertemente aromático, rico en p-cimeno, eucaliptol y ascaridol.
Se recomienda su uso con moderación. Estas mismas propiedades hacían que se lo recomendara a comienzos del siglo XX como antihelmíntico.
Del árbol de boldo se utilizan: las hojas frescas o secas (en infusión) y los frutos. Se le conoce popularmente en Guatemala también por limoncillo.
- Estimula las funciones digestivas al aumentar la secreción biliar.[8] Contiene boldina que es hepatoprotector.[9] Se utiliza una infusión con media cucharadita de hojas del árbol de boldo en una taza de agua.
- Actúa también sobre el sistema nervioso ocasionando sueño y leve anestesia.
- Es diurético. La infusión de boldo, pero también el aceite de boldo a razón de cinco gotas, ha sido encontrado beneficioso en las infecciones génitourinarias.
- La infusión de hojas se usa para tratar afecciones gastrointestinales (dispepsia, flatulencia, gastritis, indigestión, úlcera),[10] hepáticas (cálculos, ictericia, cólico, insuficiencia y litiasis biliar, inflamación)[11] y genitourinarias (gonorrea, nefritis, sífilis, uretritis), migraña, gota y reumatismo.
- En Uruguay y Argentina, las hojas se aplican para curar el mal aire y dolores producidos por el mismo, es común ver esta práctica en las curanderas.
- El jugo de la hoja fresca se usa para dolor de oídos. El vino, jarabe, tintura y elixir de las hojas frescas se usan para tratar afecciones hepáticas.
- El aceite y pomadas que lo contienen son utilizadas para friegas y masajes contra dolores de espalda, cintura, lumbalgias y golpes.
- El cocimiento de la corteza se usa para dolor de estómago, tos y debilidades nerviosas.[10]
- Principios activos: Un alcaloide, la boldina, aunque en muy poca cantidad, es suficiente para que sirva como remedio.[8]
- Contraindicaciones: En casos de obstrucción de las vías biliares. En el embarazo, por su contenido de alcaloides. La boldina en exceso puede resultar tóxica. Como síntomas de intoxicación se muestra gran excitación, reflejos y respiración exagerada, que incluso puede causar la muerte.

## Estudios de toxicidad
Respecto a los estudios de toxicidad por consumo de infusiones de Boldo, o del extracto de su aceite:
Debido al alcance del nombre común, esta especie suele confundirse con la especie Plectranthus ornatus o Plectranthus barbatus, conocidas como Falso Boldo, o "Boldo" paraguayo, o brasileño, o "boldo" rastrero; los cuales son muy tóxicos, principalmente al ser consumida o utilizadas sus hojas en exceso o en forma recurrente (ya que las hojas contienen ascaridol).
Debido a esta confusión, en 2007, se reveló una controvertida declaración de que el "boldo" poseía toxinas que hacían desaconsejable su consumo. En un programa de radio, Irene Litvan, una neuróloga uruguaya, citó estudios realizados en Alemania y Francia donde se habría demostrado su toxicidad. Sin embargo la doctora posteriormente se desmintió, argumentando que se había confundido, pues en otros países se llamaba "boldo" a otra plantas diferentes a esta especie.
En 2009, la Agencia Europea de Medicamentos evaluó el boldo [¿cuál?] de la siguiente manera: La hoja de boldo contiene el alcaloide boldina. La hoja de boldo también contiene 2-4% de aceite volátil. Los componentes principales son: ascaridol (16-38%), 1,8-cineol (11-39%) y p-cimeno (9-29%) (Bradley, 2006). Respecto a ello, en estudios [¿cuál?] se observaron efectos abortivos y teratogénico en ratas con altas dosis de un extracto etanólico seco y boldina.[cita requerida]
Sin embargo se contra argumenta que la mayoría de las investigaciones realizadas sobre la hoja del Boldo se han llevado a cabo utilizando solo alcaloide boldina. Hay poca información de estudios utilizando las preparaciones tradicionales a base de hoja entera de boldo y, donde se han informado de estudios, los detalles de las preparaciones suelen ser escasos. No hay estudios de carcinogenicidad o genotoxicidad con preparados herbales tradicionales a base de hoja de boldo.
Respecto al aceite extraído del boldo, se recomienda que no debe ser utilizado internamente o externamente. Cuando se utiliza la hoja de boldo [¿cuál?], la exposición total al ascaridol debe evaluarse desde el punto de vista de la seguridad. Los niveles de ascaridol en medicamentos a base de hierbas deben ser cuantificados. En vista de la baja solubilidad en agua del ascaridol, si podría aceptarse el uso de extractos acuosos incluyendo tisanas; pero el uso de extractos etanólicos de hojas de boldo no se considera aceptable en medicamentos a base de plantas tradicionales, en vista de los niveles potencialmente altos del constituyente tóxico ascaridol.

## Taxonomía
Peumus boldus fue descrita por Juan Ignacio Molina y publicado en Saggio sulla Storia Naturale cel Chili... 185, 350, en el año 1782.
Sinonimia
- Boldea boldus (Molina) Looser
- Boldea fragrans (Pers.) Endl.
- Boldu boldus (Molina) Lyons
- Boldu chilanum Nees
- Boldu chilensis Schult. & Schult.f.
- Laurus belloto Miers ex Nees
- Peumus fragrans Pers.
- Ruizia fragrans Ruiz & Pav.[16]